# František Hroník (psycholog)
František Hroník (* 7. dubna 1956 Brno) je český psycholog a řečník na konferencích pro manažery a personalisty. Působí zejména jako konzultant, manažerský kouč a jako lektor programů pro management. Zabývá se zejména problematikou řízení lidských zdrojů.

## Život a kariéra
Narodil se v Brně, kde také vystudoval vysokou školu. Roku 1989 vykonal rigorózní zkoušku a získal titul PhDr. O rok později začal působit jako klinický psycholog; nejdříve v Želivě, kde bylo sexuologické oddělení pro sexuální devianty a později v soukromé ambulanci v Chotěboři. Přednášel o organizační a firemní kultuře jako externista na Filozofické fakultě Masarykovy univerzity.
V roce 1996 založil vlastní poradenskou a vzdělávací společnost Motiv P. V letech 2008 a 2012 byl nominován v soutěži Manažer roku; v obou případech se stal jedním z přibližně 80 finalistů soutěže.
V současnosti působí jako konzultant a ředitel ve vlastní firmě, vyučuje na soukromé vysoké škole B.I.B.S. (tituly MBA a MSc) a přednáší na konferencích pro manažery a personalisty.

## Dílo
- Jak se nespálit při výběru zaměstnanců (1999)
- Jak najít zaměstnání
- Manažerská integrita
- Kompetenční modely
- To nejlepší v našich firmách
- Jak se nespálit podruhé
- Manažerské příběhy
- Rozvoj a vzdělání zaměstnanců
- Hodnocení pracovníků
- Poznej své zaměstnance
- Managing people